# Псамметіх II
Псамметіх II (Неферібра Псамтік)— давньоєгипетський фараон з XXVI (Саїської) династії.

## Життєпис
Був сином Нехо II. Одразу після вступу на престол розпочав підготовку до великої війни з Вавилонією. 591 року до н. е. він на чолі флоту й у супроводі жерців прибув, ніби з релігійною метою, до фінікійського міста Гебал (Бібл). То була явна провокація проти Вавилона, під владою якого перебувала Фінікія. Фараон демонстрував військово-морську міць Єгипту, населенню Заріччя, заохочуючи його тим самим до повстання. До фараона приєднались Юдея, Лідія, Тір, Сідон, Моав, Аммон та Едом. 590 до н. е. Лідія, союзник Єгипту, й Мідія, союзник Вавилона, розв'язали велику війну.
589 до н. е. Псамметіх здійснив похід до Нубії. Передові загони його військ дійшли майже до другого порогу, де грецькі найманці залишили в Абу-Сімбелі звіт про своє відвідування грецькими письменами на одному з колосів Рамсеса II, висічених перед його храмом. Проте, успіх тієї експедиції був неміцним, а Нижня Нубія не увійшла до складу Єгипетської держави. Однак ї столиця була перенесена з розграбованої Напати до Мерое.
Восени того ж року за сигналом з Єгипту юдеї підбурили повстання проти Вавилона. Навуходоносор на чолі своєї армії вторгся до Палестини і 15 січня 588 до н. е. узяв в облогу Єрусалим. 8 лютого, невдовзі після повернення з походу до Нубії Псамметіх II помер, так і не встигнувши відрядити обіцяну юдеям допомогу.